# Mistrzostwa Europy w Piłce Nożnej 2024 (eliminacje)
W eliminacjach do piłkarskich Mistrzostw Europy 2024 wzięły udział reprezentacje narodowe z 53 europejskich federacji krajowych, które walczyły o 23 miejsca dające prawo występu w turnieju finałowym Mistrzostw Europy.

## Format
W turnieju finałowym wystąpiły 24 zespoły: drużyna gospodarzy (reprezentacja Niemiec), 20 drużyn, które walczyły o awans w ramach eliminacji, a także trzy zespoły, które zostały wyłonione na podstawie baraży. 53 federacje członkowskie UEFA zostały podzielone na dziesięć grup: siedem grup po pięć drużyn i trzy grupy z sześcioma drużynami. Losowanie grup eliminacji odbyło się 9 października 2022 we Frankfurcie nad Menem. Czterej uczestnicy turnieju finałowego Ligi Narodów UEFA (tj. reprezentacje Chorwacji, Hiszpanii, Włoch oraz Holandii) zostali przydzieleni do grup z pięcioma zespołami (aby reprezentacje te mogły wziąć udział w turnieju finałowym Ligi Narodów w czerwcu 2023 r.). W fazie eliminacyjnej mecze zostały rozegrane w systemie „każdy z każdym”, a same eliminacje zostały rozegrane w dziesięciu kolejkach spotkań (po dwie kolejki w marcu, czerwcu, wrześniu, październiku i listopadzie 2023 r.). Zwycięzcy i wicemistrzowie z dziesięciu grup zakwalifikowali się bezpośrednio do turnieju finałowego.

### Liga Narodów UEFA a eliminacje do UEFA EURO 2024
Po eliminacjach, pozostałe trzy drużyny zostały wyłonione w fazie play-off, która została rozegrana w marcu 2024 roku. Dwanaście drużyn zostało wybranych na podstawie ich wyników w Lidze Narodów UEFA 2022/23. Zostały stworzone trzy ścieżki (A, B oraz C), a w każdej z nich zagrały po cztery drużyny; z każdej ścieżki tylko jedna drużyna zakwalifikowała się do turnieju finałowego. Zwycięzcy grup Lig Narodów A, B i C automatycznie zakwalifikowali się do ścieżki play-off swojej dywizji (chyba że wcześniej zapewnili sobie udział w turnieju drogą "klasycznych" eliminacji). Jeśli zwycięzca grupy Ligi Narodów UEFA ponadto awansował do turnieju finałowego osiągając odpowiedni rezultat w eliminacjach, został zastąpiony przez kolejną najlepiej sklasyfikowaną drużynę w tej samej dywizji Ligi Narodów. Jeśli jednak w tej samej dywizji nie było wystarczającej liczby niezakwalifikowanych drużyn, pierwsze miejsce zajmował najwyżej sklasyfikowany zwycięzca grupy w dywizji D, chyba że ta drużyna zakwalifikowała się już do turnieju finałowego. Pozostałe miejsca są następnie przydzielane następnej najlepszej drużynie w ogólnym rankingu Ligi Narodów. Zwycięzcy grup z lig B i C nie mogą jednak zmierzyć się z drużynami z wyższej dywizji.
Każda z trzech ścieżek play-off obejmowała dwa półfinały (po jednym meczu, bez rewanżów) i jedno spotkanie w finale. W półfinale drużyna mająca najwyższe miejsce w rankingu gościła drużynę z czwartego miejsca, a drużyna z drugiego miejsca gościła drużynę z trzeciego miejsca. Gospodarz finału został wylosowany pomiędzy zwycięzcami par półfinałowych. Trzej zwycięzcy ścieżki play-off dołączyli do dwudziestu drużyn, które już zakwalifikowały się do finałowego turnieju w fazie grupowej.

## Kalendarz rozgrywek
| Faza         | Kolejka   | Data                    |
| ------------ | --------- | ----------------------- |
| Faza grupowa | 1.        | 23–25 marca 2023        |
| Faza grupowa | 2.        | 26–28 marca 2023        |
| Faza grupowa | 3.        | 16–17 czerwca 2023      |
| Faza grupowa | 4.        | 19–20 czerwca 2023      |
| Faza grupowa | 5.        | 7–9 września 2023       |
| Faza grupowa | 6.        | 10–12 września 2023     |
| Faza grupowa | 7.        | 12–14 października 2023 |
| Faza grupowa | 8.        | 15–17 października 2023 |
| Faza grupowa | 9.        | 16–18 listopada 2023    |
| Faza grupowa | 10.       | 19–21 listopada 2023    |
| Baraże       | półfinały | 21 marca 2024           |
| Baraże       | finały    | 26 marca 2024           |

## Eliminacje

### Drużyny biorące udział w eliminacjach
| Drużyna              | Liczba występów w ME                                                  | Najlepszy wynik w ME            |
| -------------------- | --------------------------------------------------------------------- | ------------------------------- |
| Albania              | 1 (2016)                                                              | Faza grupowa (2016)             |
| Andora               | 0                                                                     | –                               |
| Anglia               | 10 (1968, 1980, 1988, 1992, 1996, 2000, 2004, 2012, 2016, 2020)       | II miejsce (2020)               |
| Armenia              | 0                                                                     | –                               |
| Austria              | 3 (2008, 2016, 2020)                                                  | 1/8 finału (2020)               |
| Azerbejdżan          | 0                                                                     | –                               |
| Belgia               | 6 (1972, 1980, 1984, 2000, 2016, 2020)                                | II miejsce (1980)               |
| Białoruś             | 0                                                                     | –                               |
| Bośnia i Hercegowina | 0                                                                     | –                               |
| Bułgaria             | 2 (1996, 2004)                                                        | Faza grupowa (1996, 2004)       |
| Chorwacja            | 6 (1996, 2004, 2008, 2012, 2016, 2020)                                | Ćwierćfinał (1996, 2008)        |
| Cypr                 | 0                                                                     | –                               |
| Czarnogóra           | 0                                                                     | –                               |
| Czechy               | 10 (1960, 1976, 1980, 1996. 2000, 2004, 2008, 2012, 2016, 2020)       | Mistrzostwo (1976)              |
| Dania                | 9 (1964, 1984, 1988, 1992, 1996, 2000, 2004, 2012, 2020)              | Mistrzostwo (1992)              |
| Estonia              | 0                                                                     | –                               |
| Finlandia            | 1 (2020)                                                              | Faza grupowa (2020)             |
| Francja              | 10 (1960, 1984, 1992, 1996, 2000, 2004, 2008, 2012, 2016, 2020)       | Mistrzostwo (1984, 2000)        |
| Gibraltar            | 0                                                                     | –                               |
| Grecja               | 4 (1980, 2004, 2008, 2012)                                            | Mistrzostwo (2004)              |
| Gruzja               | 0                                                                     | –                               |
| Hiszpania            | 11 (1964, 1980, 1984, 1988, 1996, 2000, 2004, 2008, 2012, 2016, 2020) | Mistrzostwo (1964, 2008, 2012)  |
| Holandia             | 10 (1976, 1980, 1988, 1992, 1996, 2000, 2004, 2008, 2012, 2020)       | Mistrzostwo (1988)              |
| Irlandia             | 3 (1988, 2012, 2016)                                                  | 1/8 finału (2016)               |
| Irlandia Północna    | 1 (2016)                                                              | 1/8 finału (2016)               |
| Islandia             | 1 (2016)                                                              | Ćwierćfinał (2016)              |
| Izrael               | 0                                                                     | –                               |
| Kazachstan           | 0                                                                     | –                               |
| Kosowo               | 0                                                                     | –                               |
| Liechtenstein        | 0                                                                     | –                               |
| Litwa                | 0                                                                     | –                               |
| Luksemburg           | 0                                                                     | –                               |
| Łotwa                | 1 (2004)                                                              | Faza grupowa (2004)             |
| Macedonia Północna   | 1 (2020)                                                              | Faza grupowa (2020)             |
| Malta                | 0                                                                     | –                               |
| Mołdawia             | 0                                                                     | –                               |
| Norwegia             | 1 (2000)                                                              | Faza grupowa (2000)             |
| Polska               | 4 (2008, 2012, 2016, 2020)                                            | Ćwierćfinał (2016)              |
| Portugalia           | 8 (1984, 1996, 2000, 2004, 2008, 2012, 2016, 2020)                    | Mistrzostwo (2016)              |
| Rumunia              | 5 (1984, 1996, 2000, 2008, 2016)                                      | Ćwierćfinał (2000)              |
| San Marino           | 0                                                                     | –                               |
| Serbia               | 5 (1960, 1968, 1976, 1984, 2000)                                      | II miejsce (1960, 1968)         |
| Szkocja              | 3 (1992, 1996, 2020)                                                  | Faza grupowa (1992, 1996, 2020) |
| Słowacja             | 2 (2016, 2020)                                                        | 1/8 finału (2016)               |
| Słowenia             | 1 (2000)                                                              | Faza grupowa (2000)             |
| Szwajcaria           | 5 (1996, 2004, 2008, 2016, 2020)                                      | Ćwierćfinał (2020)              |
| Szwecja              | 7 (1992, 2000, 2004, 2008, 2012, 2016, 2020)                          | III/IV miejsce (1992)           |
| Turcja               | 5 (1996, 2000, 2008, 2016, 2020)                                      | III/IV miejsce (2008)           |
| Ukraina              | 3 (2012, 2016, 2020)                                                  | Ćwierćfinał (2020)              |
| Walia                | 2 (2016, 2020)                                                        | III/IV miejsce (2016)           |
| Węgry                | 4 (1964, 1972, 2016, 2020)                                            | III miejsce (1964)              |
| Włochy               | 10 (1968, 1980, 1988, 1996, 2000, 2004, 2008, 2012, 2016, 2020)       | Mistrzostwo (1968, 2020)        |
| Wyspy Owcze          | 0                                                                     | –                               |

### Podział na koszyki
Zgodnie z zasadami, 53 drużyny narodowe zrzeszone w UEFA (oprócz gospodarza turnieju – reprezentacji Niemiec i wykluczonej reprezentacji Rosji), zostało podzielonych na 7 koszyków zgodnie z rankingiem Ligi Narodów UEFA (2022/2023). Dla uczestników turnieju finałowego Ligi Narodów wydzielono osobny koszyk. Miały one zapewnione miejsce w grupach z pięcioma drużynami, z powodu meczów w turnieju finałowym Ligi Narodów. Zespoły te były traktowane jak zespoły z 1. koszyka, więc nie mogły natrafić na zespoły z tego koszyka w grupie.
| Koszyk finalistów LN | Koszyk finalistów LN | Koszyk finalistów LN | Koszyk finalistów LN |
| Zespół               | Dywizja              | Miejsce              |                      |
| -------------------- | -------------------- | -------------------- | -------------------- |
| Holandia             | A                    | 1                    |                      |
| Chorwacja            | A                    | 2                    |                      |
| Hiszpania            | A                    | 3                    |                      |
| Włochy               | A                    | 4                    |                      |

| Koszyk 1   | Koszyk 1 | Koszyk 1 |
| Zespół     | Dywizja  | Miejsce  |
| ---------- | -------- | -------- |
| Dania      | A        | 5        |
| Portugalia | A        | 6        |
| Belgia     | A        | 7        |
| Węgry      | A        | 8        |
| Szwajcaria | A        | 9        |
| Polska     | A        | 11       |

| Koszyk 2             | Koszyk 2 | Koszyk 2 |
| Zespół               | Dywizja  | Miejsce  |
| -------------------- | -------- | -------- |
| Francja              | A        | 12       |
| Austria              | A        | 13       |
| Czechy               | A        | 14       |
| Anglia               | A        | 15       |
| Walia                | A        | 16       |
| Izrael               | B        | 17       |
| Bośnia i Hercegowina | B        | 18       |
| Serbia               | B        | 19       |
| Szkocja              | B        | 20       |
| Finlandia            | B        | 21       |

| Koszyk 3   | Koszyk 3 | Koszyk 3 |
| Zespół     | Dywizja  | Miejsce  |
| ---------- | -------- | -------- |
| Ukraina    | B        | 22       |
| Islandia   | B        | 23       |
| Norwegia   | B        | 24       |
| Słowenia   | B        | 25       |
| Irlandia   | B        | 26       |
| Albania    | B        | 27       |
| Czarnogóra | B        | 28       |
| Rumunia    | B        | 29       |
| Szwecja    | B        | 30       |
| Armenia    | B        | 31       |

| Koszyk 4           | Koszyk 4 | Koszyk 4 |
| Zespół             | Dywizja  | Miejsce  |
| ------------------ | -------- | -------- |
| Gruzja             | C        | 33       |
| Grecja             | C        | 34       |
| Turcja             | C        | 35       |
| Kazachstan         | C        | 36       |
| Luksemburg         | C        | 37       |
| Azerbejdżan        | C        | 38       |
| Kosowo             | C        | 39       |
| Bułgaria           | C        | 40       |
| Wyspy Owcze        | C        | 41       |
| Macedonia Północna | C        | 42       |

| Koszyk 5          | Koszyk 5 | Koszyk 5 |
| Zespół            | Dywizja  | Miejsce  |
| ----------------- | -------- | -------- |
| Słowacja          | C        | 43       |
| Irlandia Północna | C        | 44       |
| Cypr              | C        | 45       |
| Białoruś          | C        | 46       |
| Litwa             | C        | 47       |
| Gibraltar         | C        | 48       |
| Estonia           | D        | 49       |
| Łotwa             | D        | 50       |
| Mołdawia          | D        | 51       |
| Malta             | D        | 52       |

| Koszyk 6      | Koszyk 6 | Koszyk 6 |
| Zespół        | Dywizja  | Miejsce  |
| ------------- | -------- | -------- |
| Andora        | D        | 53       |
| San Marino    | D        | 54       |
| Liechtenstein | D        | 55       |

Losowanie grup odbyło się 9 października we Frankfurcie nad Menem. Z uwagi na konflikty polityczne, zespoły Hiszpanii i Gibraltaru, Armenii i Azerbejdżanu, Kosowa oraz Bośni i Hercegowiny, Kosowa i Serbii oraz Białorusi i Ukrainy, nie mogły grać ze sobą w jednej grupie. Dodatkowo, by ograniczyć zbyt dalekie podróże, poszczególne drużyny mogły trafić na maksymalnie jedną z wymienionych reprezentacji – drużyna Azerbejdżanu mogła zagrać z: Gibraltarem, Islandią lub Portugalią, drużyna Islandii z: Cyprem, Gruzją lub Izraelem a drużyna Kazachstanu z: Andorą, Anglią, Francją, Gibraltarem, Islandią, Maltą, Irlandią Północną, Portugalią, Irlandią, Szkocją, Hiszpanią lub Walią. Dodatkowo, w jednej grupie nie mogły znaleźć się więcej niż dwie drużyny, z krajów z ciężkimi warunkami w porze zimowej, do których zostały zaliczone drużyny: Białorusi, Estonii, Wysp Owczych, Finlandii, Islandii, Łotwy, Litwy i Norwegii.

### Grupy
Legenda:
- Pkt – liczba punktów
- M – liczba meczów
- W – zwycięstwa (wygrane mecze)
- R – remisy
- P – porażki
- Br+ – bramki strzelone
- Br− – bramki stracone
- +/− – różnica bramek

#### Grupa A
| Zespół    | Pkt | M | W | R | P | Br+ | Br− | +/− |
| --------- | --- | - | - | - | - | --- | --- | --- |
| Hiszpania | 21  | 8 | 7 | 0 | 1 | 25  | 5   | +20 |
| Szkocja   | 17  | 8 | 5 | 2 | 1 | 17  | 8   | +9  |
| Norwegia  | 11  | 8 | 3 | 2 | 3 | 14  | 12  | +2  |
| Gruzja    | 8   | 8 | 2 | 2 | 4 | 12  | 18  | -6  |
| Cypr      | 0   | 8 | 0 | 0 | 8 | 3   | 28  | -25 |

#### Grupa B
| Zespół    | Pkt | M | W | R | P | Br+ | Br− | +/− |
| --------- | --- | - | - | - | - | --- | --- | --- |
| Francja   | 22  | 8 | 7 | 1 | 0 | 29  | 3   | +26 |
| Holandia  | 18  | 8 | 6 | 0 | 2 | 17  | 7   | +10 |
| Grecja    | 13  | 8 | 4 | 1 | 3 | 14  | 8   | +6  |
| Irlandia  | 6   | 8 | 2 | 0 | 6 | 9   | 10  | -1  |
| Gibraltar | 0   | 8 | 0 | 0 | 8 | 0   | 41  | -41 |

#### Grupa C
| Zespół             | Pkt | M | W | R | P | Br+ | Br− | +/− |
| ------------------ | --- | - | - | - | - | --- | --- | --- |
| Anglia             | 20  | 8 | 6 | 2 | 0 | 22  | 4   | +18 |
| Włochy             | 14  | 8 | 4 | 2 | 2 | 16  | 9   | +7  |
| Ukraina            | 14  | 8 | 4 | 2 | 2 | 11  | 8   | +3  |
| Macedonia Północna | 7   | 8 | 2 | 2 | 4 | 10  | 20  | -10 |
| Malta              | 0   | 8 | 0 | 0 | 8 | 2   | 20  | -18 |

#### Grupa D
| Zespół    | Pkt | M | W | R | P | Br+ | Br− | +/− |
| --------- | --- | - | - | - | - | --- | --- | --- |
| Turcja    | 17  | 8 | 5 | 2 | 1 | 14  | 7   | +7  |
| Chorwacja | 16  | 8 | 5 | 1 | 2 | 13  | 4   | +9  |
| Walia     | 12  | 8 | 3 | 3 | 2 | 10  | 10  | 0   |
| Armenia   | 8   | 8 | 2 | 2 | 4 | 9   | 11  | -2  |
| Łotwa     | 3   | 8 | 1 | 0 | 7 | 5   | 19  | -14 |

#### Grupa E
| Zespół      | Pkt | M | W | R | P | Br+ | Br− | +/− |
| ----------- | --- | - | - | - | - | --- | --- | --- |
| Albania     | 15  | 8 | 4 | 3 | 1 | 12  | 4   | +8  |
| Czechy      | 15  | 8 | 4 | 3 | 1 | 12  | 6   | +6  |
| Polska      | 11  | 8 | 3 | 2 | 3 | 10  | 10  | 0   |
| Mołdawia    | 10  | 8 | 2 | 4 | 2 | 7   | 10  | -3  |
| Wyspy Owcze | 2   | 8 | 0 | 2 | 6 | 2   | 13  | -11 |

#### Grupa F
| Zespół      | Pkt | M | W | R | P | Br+ | Br− | +/− |
| ----------- | --- | - | - | - | - | --- | --- | --- |
| Belgia      | 20  | 8 | 6 | 2 | 0 | 22  | 4   | +18 |
| Austria     | 19  | 8 | 6 | 1 | 1 | 17  | 7   | +10 |
| Szwecja     | 10  | 8 | 3 | 1 | 4 | 14  | 12  | +2  |
| Azerbejdżan | 7   | 8 | 2 | 1 | 5 | 7   | 17  | -10 |
| Estonia     | 1   | 8 | 0 | 1 | 7 | 2   | 22  | -20 |

#### Grupa G
| Zespół     | Pkt | M | W | R | P | Br+ | Br− | +/− |
| ---------- | --- | - | - | - | - | --- | --- | --- |
| Węgry      | 18  | 8 | 5 | 3 | 0 | 16  | 7   | +9  |
| Serbia     | 14  | 8 | 4 | 2 | 2 | 15  | 9   | +6  |
| Czarnogóra | 11  | 8 | 3 | 2 | 3 | 9   | 11  | -2  |
| Litwa      | 6   | 8 | 1 | 3 | 4 | 8   | 14  | -6  |
| Bułgaria   | 4   | 8 | 0 | 3 | 4 | 7   | 14  | -7  |

#### Grupa H
| Zespół            | Pkt | M  | W | R | P  | Br+ | Br− | +/− |
| ----------------- | --- | -- | - | - | -- | --- | --- | --- |
| Dania             | 22  | 10 | 7 | 1 | 2  | 19  | 8   | +11 |
| Słowenia          | 22  | 10 | 7 | 1 | 2  | 18  | 8   | +10 |
| Kazachstan        | 18  | 10 | 6 | 0 | 4  | 18  | 10  | +8  |
| Finlandia         | 18  | 10 | 6 | 0 | 4  | 16  | 12  | +4  |
| Irlandia Północna | 9   | 10 | 3 | 0 | 7  | 9   | 13  | -4  |
| San Marino        | 0   | 10 | 0 | 0 | 10 | 3   | 31  | -28 |

#### Grupa I
| Zespół     | Pkt | M  | W | R | P | Br+ | Br− | +/− |
| ---------- | --- | -- | - | - | - | --- | --- | --- |
| Rumunia    | 22  | 10 | 6 | 4 | 0 | 16  | 5   | +11 |
| Szwajcaria | 17  | 10 | 4 | 5 | 1 | 22  | 11  | +11 |
| Izrael     | 15  | 10 | 4 | 3 | 3 | 11  | 11  | 0   |
| Białoruś   | 12  | 10 | 3 | 3 | 4 | 9   | 14  | -5  |
| Kosowo     | 11  | 10 | 2 | 5 | 3 | 10  | 10  | 0   |
| Andora     | 2   | 10 | 0 | 2 | 8 | 3   | 20  | -17 |

#### Grupa J
| Zespół               | Pkt | M  | W  | R | P  | Br+ | Br− | +/− |
| -------------------- | --- | -- | -- | - | -- | --- | --- | --- |
| Portugalia           | 30  | 10 | 10 | 0 | 0  | 36  | 2   | +34 |
| Słowacja             | 22  | 10 | 7  | 1 | 2  | 17  | 8   | +9  |
| Luksemburg           | 17  | 10 | 5  | 2 | 3  | 13  | 19  | -6  |
| Islandia             | 10  | 10 | 3  | 1 | 6  | 17  | 16  | +1  |
| Bośnia i Hercegowina | 9   | 10 | 3  | 0 | 7  | 9   | 20  | -11 |
| Liechtenstein        | 0   | 10 | 0  | 0 | 10 | 1   | 28  | -27 |

### Baraże
Po zakończeniu fazy grupowej eliminacji, 4 najlepsze drużyny z dywizji A, B i C Ligi Narodów UEFA, które nie zakwalifikowały się w grupie, otrzymają możliwość dalszego walczenia o uczestnictwo w Euro 2024. W każdej dywizji drużyny zostaną rozlosowane na dwa półfinały. Po rozegraniu półfinałów, zwycięskie reprezentacje rozegrają mecze finałowe. Zwycięzcy finałów zagrają w fazie grupowej Euro 2024.
Uwaga: W przypadku, gdy w danej dywizji nie będzie odpowiedniej ilości drużyn, to w pierwszej kolejności dołącza się do niej najlepszą drużynę dywizji D, która nie uzyskała awansu. Jeśli wciąż ilość drużyn nie wynosi 4 to następnie dołącza się kolejne drużyny według rankingu, z zastrzeżeniem, że do wyższej dywizji nie mogą zostać dołączeni zwycięzcy grup Ligi Narodów z dywizji B lub C.

#### Liga Narodów UEFA – ranking
| Dywizja A | Dywizja A  | Dywizja A |
| Rank      | Zespół     |           |
| --------- | ---------- | --------- |
| 1 ZG      | Hiszpania  |           |
| 2 ZG      | Chorwacja  |           |
| 3 ZG      | Włochy     |           |
| 4 ZG      | Holandia   |           |
| 5         | Dania      |           |
| 6         | Portugalia |           |
| 7         | Belgia     |           |
| 8         | Węgry      |           |
| 9         | Szwajcaria |           |
| 10        | Niemcy     |           |
| 11        | Polska     |           |
| 12        | Francja    |           |
| 13        | Austria    |           |
| 14        | Czechy     |           |
| 15        | Anglia     |           |
| 16        | Walia      |           |

| Dywizja B | Dywizja B            | Dywizja B |
| Rank      | Zespół               |           |
| --------- | -------------------- | --------- |
| 17 ZG     | Izrael               |           |
| 18 ZG     | Bośnia i Hercegowina |           |
| 19 ZG     | Serbia               |           |
| 20 ZG     | Szkocja              |           |
| 21        | Finlandia            |           |
| 22        | Ukraina              |           |
| 23        | Islandia             |           |
| 24        | Norwegia             |           |
| 25        | Słowenia             |           |
| 26        | Irlandia             |           |
| 27        | Albania              |           |
| 28        | Czarnogóra           |           |
| 29        | Rumunia              |           |
| 30        | Szwecja              |           |
| 31        | Armenia              |           |
| 32        | Rosja                |           |

| Dywizja C | Dywizja C          | Dywizja C |
| Rank      | Zespół             |           |
| --------- | ------------------ | --------- |
| 33 ZG     | Gruzja             |           |
| 34 ZG     | Grecja             |           |
| 35 ZG     | Turcja             |           |
| 36 ZG     | Kazachstan         |           |
| 37        | Luksemburg         |           |
| 38        | Azerbejdżan        |           |
| 39        | Kosowo             |           |
| 40        | Bułgaria           |           |
| 41        | Wyspy Owcze        |           |
| 42        | Macedonia Północna |           |
| 43        | Słowacja           |           |
| 44        | Irlandia Północna  |           |
| 45        | Cypr               |           |
| 46        | Białoruś           |           |
| 47        | Litwa              |           |
| 48        | Gibraltar          |           |

| Dywizja D | Dywizja D     | Dywizja D |
| Rank      | Zespół        |           |
| --------- | ------------- | --------- |
| 49 ZG     | Estonia       |           |
| 50 ZG     | Łotwa         |           |
| 51        | Mołdawia      |           |
| 52        | Malta         |           |
| 53        | Andora        |           |
| 54        | San Marino    |           |
| 55        | Liechtenstein |           |

Oznaczenia:
- ZG – zwycięzca grupy w Lidze Narodów
- – zespół awansował na turniej finałowy drogą eliminacji
- – gospodarz turnieju finałowego
- – zespół rozegra baraże o awans na Euro (i nie zakwalifikował się drogą eliminacji)
- – zespół wykluczony z rozgrywek

Uczestnicy baraży:
| Ścieżka A | Ścieżka A |
| --------- | --------- |
| 1.        | Polska    |
| 2.        | Walia     |
| 3.        | Finlandia |
| 4.        | Estonia   |

| Ścieżka B | Ścieżka B            |
| --------- | -------------------- |
| 1.        | Izrael               |
| 2.        | Bośnia i Hercegowina |
| 3.        | Ukraina              |
| 4.        | Islandia             |

| Ścieżka C | Ścieżka C  |
| --------- | ---------- |
| 1.        | Gruzja     |
| 2.        | Grecja     |
| 3.        | Kazachstan |
| 4.        | Luksemburg |

#### Ścieżka A
| Drużyna 1 | Wynik        | Drużyna 2 |
| Półfinały | Półfinały    | Półfinały |
| --------- | ------------ | --------- |
| Polska    | 5:1          | Estonia   |
| Walia     | 4:1          | Finlandia |
| Finał     |              |           |
| Walia     | 0:0 (k. 4:5) | Polska    |

#### Ścieżka B
| Drużyna 1            | Wynik     | Drużyna 2 |
| Półfinały            | Półfinały | Półfinały |
| -------------------- | --------- | --------- |
| Izrael               | 1:4       | Islandia  |
| Bośnia i Hercegowina | 1:2       | Ukraina   |
| Finał                |           |           |
| Ukraina              | 2:1       | Islandia  |

#### Ścieżka C
| Drużyna 1 | Wynik        | Drużyna 2  |
| Półfinały | Półfinały    | Półfinały  |
| --------- | ------------ | ---------- |
| Gruzja    | 2:0          | Luksemburg |
| Grecja    | 5:0          | Kazachstan |
| Finał     |              |            |
| Gruzja    | 0:0 (k. 4:2) | Grecja     |

## Strzelcy
Stan na 21 marca 2024 roku, po meczu Gruzja-Luksemburg

### 14 goli
- Romelu Lukaku

### 10 goli
- Cristiano Ronaldo

### 9 goli
- Harry Kane
- Kylian Mbappé

### 7 goli
- Rasmus Højlund
- Scott McTominay

### 6 goli
- Erling Haaland
- Bruno Fernandes
- Zeki Amdouni

### 5 goli
- Jeorjos Masuras
- Gerson Rodrigues
- Aleksandar Mitrović
- Benjamin Šeško

### 4 gole
- Bukayo Saka
- Marcel Sabitzer
- Andrej Kramarić
- Daniel Håkans
- Chwicza Kwaracchelia
- Joselu
- Álvaro Morata
- Baktijar Zajnutdinow
- Ion Nicolaescu
- Dominik Szoboszlai

### 3 gole
- Jasir Asani
- Nedim Bajrami
- Lucas Zelarayán
- Christoph Baumgartner
- Michael Gregoritsch
- Emin Mahmudov
- Maks Ebong
- Kirił Despodow
- Stevan Jovetić
- Václav Černý
- Tomáš Souček
- Jonas Wind
- Oliver Antman
- Olivier Giroud
- Anastasios Bakasetas
- Georges Mikautadze
- Budu Ziwziwadze
- Ferran Torres
- Cody Gakpo
- Calvin Stengs
- Wout Weghorst
- Dion Charles
- Alfreð Finnbogason
- Aron Gunnarsson
- Hákon Arnar Haraldsson
- Vedat Muriqi
- Milot Rashica
- Danel Sinani
- Enis Bardhi
- Elif Ełmas
- Robert Lewandowski
- João Cancelo
- João Félix
- Gonçalo Ramos
- Bernardo Silva
- Denis Alibec
- Valentin Mihăilă
- Nicolae Stanciu
- Dušan Vlahović
- Lukáš Haraslín
- Andraž Šporar
- John McGinn
- Renato Steffen
- Ruben Vargas
- Viktor Gyökeres
- Harry Wilson
- Barnabás Varga
- Davide Frattesi

### 2 gole
- Taulant Seferi
- Albert Rosas
- Marcus Rashford
- Grant-Leon Ranos
- Marko Arnautović
- Konrad Laimer
- Dodi Lukebakio
- Leandro Trossard
- Dmitrij Antilewski
- Władysław Morozow
- Rade Krunić
- Mateo Kovačić
- Mario Pašalić
- Bruno Petković
- Nikola Krstović
- Stefan Savić
- Ladislav Krejčí
- Pierre Højbjerg
- Joakim Mæhle
- Robert Skov
- Rauno Sappinen
- Benjamin Källman
- Joel Pohjanpalo
- Teemu Pukki
- Pyry Soiri
- Kingsley Coman
- Wesley Fofana
- Marcus Thuram
- Jeorjos Masuras
- Konstandinos Mawropanos
- Gavi
- Dani Olmo
- Lamine Yamal
- Nathan Aké
- Evan Ferguson
- Adam Idah
- Mikey Johnston
- Isaac Price
- Andri Guðjohnsen
- Orri Óskarsson
- Gylfi Sigurðsson
- Oscar Gloukh
- Shon Weissman
- Abat Aimbetow
- Islam Czesnokow
- Maksim Samorodow
- Aschat Tagybergen
- Jan Worogowski
- Gytis Paulauskas
- Pijus Širvys
- Yvandro Borges Sanches
- Jani Atanasow
- Vladislav Baboglo
- Alexander Sørloth
- Karol Świderski
- Ricardo Horta
- Gonçalo Inácio
- Diogo Jota
- Ianis Hagi
- Dušan Tadić
- Ondrej Duda
- Dávid Hancko
- Juraj Kucka
- Róbert Mak
- Erik Janža
- Žan Vipotnik
- Remo Freuler
- Xherdan Shaqiri
- Granit Xhaka
- Viktor Claesson
- Emil Forsberg
- Kerem Aktürkoğlu
- Cenk Tosun
- Wiktor Cyhankow
- Martin Ádám
- Roland Sallai
- Domenico Berardi
- Federico Chiesa
- Mateo Retegui

### 1 gol
- Kristjan Asllani
- Sokol Cikalleshi
- Mirlind Daku
- Ernest Muçi
- Márcio Vieira
- Trent Alexander-Arnold
- Kalvin Phillips
- Declan Rice
- Kyle Walker
- Callum Wilson
- Tigran Barseghian
- Artak Daszian
- Nair Tiknizian
- Florian Kainz
- Philipp Lienhart
- Toral Bayramov
- Renat Dadashov
- Anton Krivotsyuk
- Ramil Szejdajew
- Johan Bakayoko
- Yannick Carrasco
- Charles De Ketelaere
- Jan Vertonghen
- Dzianis Łapcieu
- Dzianis Palakou
- Amar Dedić
- Edin Džeko
- Renato Gojković
- Amar Rahmanović
- Miroslav Stevanović
- Preslav Borukov
- Spas Delew
- Aleks Petkow
- Georgi Rusew
- Ante Budimir
- Luka Ivanušec
- Lovro Majer
- Grigoris Kastanos
- Kostas Pileas
- Joanis Pitas
- Edvin Kuč
- Slobodan Rubežić
- Tomáš Chorý
- Tomáš Čvančara
- David Douděra
- Jan Kuchta
- Thomas Delaney
- Christian Eriksen
- Yussuf Poulsen
- Glen Kamara
- Robin Lod
- Robert Taylor
- Jonathan Clauss
- Ousmane Dembélé
- Antoine Griezmann
- Randal Kolo Muani
- Benjamin Pavard
- Adrien Rabiot
- Aurélien Tchouaméni
- Dayot Upamecano
- Warren Zaïre-Emery
- Jorgos Jakumakis
- Fotis Joanidis
- Dimitris Pelkas
- Manolis Siopis
- Giorgi Czakwetadze
- Zuriko Dawitaszwili
- Otar Kiteiszwili
- Lewan Szengelia
- Álex Baena
- Robin Le Normand
- Mikel Merino
- Mikel Oyarzabal
- Oihan Sancet
- Nico Williams
- Memphis Depay
- Marten de Roon
- Quilindschy Hartman
- Teun Koopmeiners
- Virgil van Dijk
- Mats Wieffer
- Nathan Collins
- Matt Doherty
- Callum Robinson
- Jonny Evans
- Josh Magennis
- Conor McMenamin
- Paul Smyth
- Mikael Egill Ellertsson
- Davíð Kristján Ólafsson
- Gabi Kanichowski
- Gadi Kinda
- Dor Peretz
- Raz Shlomo
- Manor Solomon
- Eran Zahawi
- Abat Aimbetov
- Ramazan Orazow
- Muhamet Hyseni
- Altin Zeqiri
- Edon Zhegrova
- Sandro Wolfinger
- Fedor Černych
- Edvinas Girdvainis
- Maxime Chanot
- Mathias Olesen
- Daniels Balodis
- Eduards Emsis
- Jānis Ikaunieks
- Kristers Tobers
- Darko Czurlinow
- Jowan Manew
- Paul Mbong
- Yannick Yankam
- Vadim Rață
- Fredrik Aursnes
- Aron Dønnum
- Mohamed Elyounoussi
- Jørgen Strand Larsen
- Martin Ødegaard
- Ola Solbakken
- Adam Buksa
- Arkadiusz Milik
- Jakub Piotrowski
- Damian Szymański
- Sebastian Szymański
- Rafael Leão
- Otávio
- Andrei Burcă
- Florinel Coman
- Dennis Man
- Răzvan Marin
- George Pușcaș
- Filippo Berardi
- Simone Franciosi
- Alessandro Golinucci
- Srđan Babić
- Darko Lazović
- Strahinja Pavlović
- Miloš Veljković
- Róbert Boženík
- Dávid Ďuriš
- Stanislav Lobotka
- Ľubomír Šatka
- Tomáš Suslov
- Denis Vavro
- David Brekalo
- Adam Gnezda Čerin
- Žan Karničnik
- Sandi Lovrić
- Jan Mlakar
- Benjamin Verbič
- Stuart Armstrong
- Lyndon Dykes
- Callum McGregor
- Kenny McLean
- Ryan Porteous
- Lawrence Shankland
- Manuel Akanji
- Cedric Itten
- Silvan Widmer
- Anthony Elanga
- Emil Holm
- Alexander Isak
- Jesper Karlsson
- Dejan Kulusevski
- Robin Quaison
- Yunus Akgün
- Abdülkerim Bardakçı
- Arda Güler
- İrfan Can Kahveci
- Orkun Kökçü
- Umut Nayir
- Cengiz Ünder
- Yusuf Yazıcı
- Bertuğ Yıldırım
- Barış Alper Yılmaz
- Artem Dowbyk
- Andrij Jarmołenko
- Ołeksandr Karawajew
- Juchym Konopla
- Mychajło Mudryk
- Heorhij Sudakow
- Illa Zabarny
- Ołeksandr Zinczenko
- Nathan Broadhead
- David Brooks
- Daniel James
- Kieffer Moore
- Aaron Ramsey
- Neco Williams
- Ádám Nagy
- Willi Orbán
- Bálint Vécsei
- Giacomo Bonaventura
- Matteo Darmian
- Stephan El Shaarawy
- Ciro Immobile
- Matteo Pessina
- Giacomo Raspadori
- Gianluca Scamacca
- Odmar Færø
- Mads Boe Mikkelsen

### Gole samobójcze
- Joan Cervós (dla Izraela)
- Styopa Mkrtchyan (dla Łotwy)
- Nair Tiknizian (dla Walii)
- Bəhlul Mustafazadə (dla Szwecji)
- Orel Mangala (dla Austrii)
- Nihad Mujakić (dla Luksemburga)
- Aleks Petkov (dla Węgier)
- Aymen Mouelhi (dla Francji)
- Ethan Santos (dla Francji)
- Solomon Kwirkwelia (dla Hiszpanii)
- Luka Loczoszwili (dla Hiszpanii)
- Jonny Evans (dla Słowenii)
- Eli Dasa (dla Kosowa)
- Amir Rrahmani (dla Szwajcarii)
- Simon Lüchinger (dla Bośni i Hercegowiny)
- Ferdinando Apap (dla Anglii)
- Enrico Pepe (dla Anglii)
- Ryan Camenzuli (dla Ukrainy)
- Leo Østigård (dla Szkocji)
- Roberto Di Maio (dla Słowenii)
- Patrik Hrošovský (dla Bośni i Hercegowiny)
- Ozan Kabak (dla Armenii)
- Attila Szalai (dla Serbii)
- Karol Mets (dla Polski)